# Andréi Bítov
Andréi Gueórguievich Bítov (en ruso: Андре́й Гео́ргиевич Би́тов, Leningrado, 27 de mayo de 1937 – Moscú, 3 de diciembre de 2018) fue un escritor ruso de origen circasiano.

## Biografía
El padre de Bitov era arquitecto y su madre abogada. Completó sus estudios en 1954 y comenzó a escribir dos años más tarde. En 1957, estudió en el Instituto de Minería de Leningrado. Mientras estaba allí, se unió a las asociaciones de literatura liderada con escritores como Gleb Semionov. También sirvió en un batallón de construcción en el norte y se graduó en 1962.
Comenzó escribiendo cuentos cortos y poesía que no se publicaron hasta los 90. En 1965, se hizo miembro de la Unión de Escritores Soviéticos. En 1978, publicó diez trabajos, aunque su trabajo más conocido fue La Casa Pushkin, que no se publicó en la Unión Soviética hasta dos años antes del inicio de la Perestroika.
En 1988, fue uno de los fundadores del PEN Club ruso y fue presidente a inicios de 1991. También dio clases en el Instituto de Literatura Maksim Gorki.
Recibió el premio Oktiabr por su historia Something with love... de 2013. A esto le siguió en 2014 el ru por cultura y, en 2015, fue galardonado con el Premio Platonov. En 2018, recibió la Orden de la Amistad.  

## Obras traducidas al castellano
- La casa Pushkin, 1987.
- El profesor de simetría, 2014.